# Andreas Maria von Renard
Graf Andreas Maria von Renard (* 12. Januar 1795; † 21. November 1874 in Groß Strehlitz, Provinz Schlesien) war ein schlesischer Adeliger und Montan-Unternehmer.

## Herkunft
Andreas Maria von Renard entstammte dem katholischen Adelsgeschlecht Renard. Sein Großvater Johann Baptist von Renard war polnischer Generalleutnant und erhielt 1726 den polnischen Adel und 1741 die Bestätigung als Reichsgraf. Seine Eltern waren der Großgrundbesitzer Johann Baptist II. und dessen Ehefrau die Comtesse Aloysia von Gaschin, aus dem oberschlesischen Hochadel. Deren Eltern waren Armand Graf von Gaschin und Charlotte, geborene Freiin von Reiswitz. Charlottes Mutter Margaretha Anna Josepha war eine gebürtige Gräfin von Colonna und die Tochter von Karl Leonard Samuel Graf Colonna (1695–1752).

## Leben

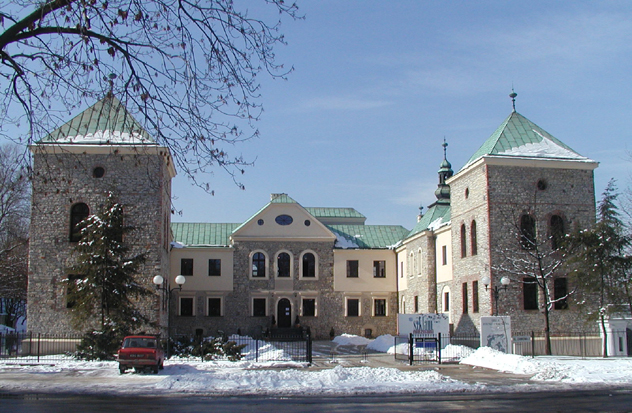
Jagdschloss Sielce

Renard erbte von seinem Vater 1815 den bedeutenden Grundbesitz in Polen, Österreich und Preußen (so z. B. Schloss Sielec bei Sosnowitz), den er durch die Herrschaft Groß Strehlitz aus einer Erbschaft mütterlicherseits ergänzen konnte. Auf seinem bedeutenden Besitz betrieb er vor allem den Aufbau und die Weiterentwicklung von Industrieanlagen.
Im Jahr 1853 besaß Renard 22 kleinere und größere Eisenwerke sowie eine Drahthütte und war mit seinen Betrieben der zweitgrößte Eisenproduzent Oberschlesiens. 1855 gründete er die Schlesische Hütten-, Forst- und Bergbaugesellschaft „Minerva“ als Aktiengesellschaft mit Sitz in Breslau, die alle eisenproduzierenden Betriebe sowie umfangreichen Grundbesitz von Renard übernahm. Bis 1868 war Renard Vorsitzender des Verwaltungsrates der „Minerva“, danach folgte ihm im Amt sein Sohn Johannes Maria. 1849–1854 und 1859–1861 war er Mitglied des Preußischen Abgeordnetenhauses.

## Familie
Er heiratete am 25. April 1825 Euphemie Anna Barbara von Rudno-Rudzinska (* 10. Dezember 1800; † 26. April 1853). Das Paar hatte mehrere Kinder:
- Maria Christine von Renard (* 5. August 1826; † 4. Februar 1847)

⚭ 3. Oktober 1842 Karl Benno von Tschirschky (* 25. Juli 1810; † 7. Mai 1878) Ihr Sohn Mortimer von Tschirschky übernahm 1874 die Herrschaft Gross Strehlitz von seinem Großvater und hieß dann Tschirschky-Renard. 1878 wurde er in den Grafenstand erhoben.
- Johannes Maria (* 24. März 1829; † 7. März 1874), Mitglied des Reichstags

⚭ 7. August 1855 Freiin Maria Anna Auguste Spies von Büllesheim (* 18. August 1827; † 1. Dezember 1856)
⚭ Mai 1872 Luise Wilhelmine Christiane Ebel (* 30. November 1821; † 1901)
- Ludmille Gabriele Maria von Renard (* 28. August 1830; † 16. Januar 1894) -> Linie Brühl-Renard

⚭ 1849 Graf Karl von Brühl (* 27. April 1818; † 27. November 1858), Sohn von Carl von Brühl und Enkel von Heinrich von Brühl. Aus der Ehe gingen drei Kinder hervor:
1. Elisabeth von Brühl heiratete Gustav Graf zu Castell Castell, den Chef des Obersthofmeisteramtes bei König Ludwig II. von Bayern. Mit ihm hatte sie drei Kinder: Friedrich zu Castell-Castell, Wolfgang und Ludmilla. Wolfgangs zu Castell Castell übernahm 1932 die Herrschaft Groß Strehlitz von Georg von Schlieffen-Renard, dem Halbbruder seiner Mutter. Er verstarb 1940 und wurde im Schlosspark von Groß Strehlitz beigesetzt. Sein Sohn Prosper wird von 1940 bis 1945 der letzte Besitzer der Herrschaft.
2. Maria von Brühl (verheiratet von Mangold),
3. Karl von Brühl-Renard (1853–1923) übernahm nach dem Tod seines Cousins Mortimer von Tschirschky-Renard 1909 die Herrschaft Groß Strehlitz und wurde der dortige Fideikommissherr, gleichzeitig war er Herr auf Schloss Seifersdorf. Karl hinterließ keine Kinder.

⚭ 1860 Graf Georg Karl von Schlieffen (* 8. Januar 1832; † 13. Oktober 1901), auf Oberwitz. Aus der Ehe ging ein Sohn hervor:
1. Georg Graf von Schlieffen erbte nach dem Tod von seinem Halbbruder Karl von Brühl-Renard die Herrschaft Groß Strehlitz, obwohl Brühl-Renard die Herrschaft an seinen Neffen Wolfgang übergeben wollte. Georg Graf von Schlieffen trug mit dem Erbe den Namen Renard zusätzlich. 1932 übertrug er Groß Strehlitz an Wolfgang Graf zu Castell Castell, den Sohn seiner Halbschwester Elisabeth.

- Hippolyt Maria (* 1. November 1831; † 18. Oktober 1855), Erbherr der Herrschaft Deutsch-Crawan ⚭ 1. Juli 1855 Gräfin Laura Henckel von Donnersmarck (* 30. August 1838; † 22. November 1931) (Die Witwe heiratet am 7. Januar 1857 den Grafen Arthur von Saurma-Jeltsch)